# Вупкан
Ву́пкан (чув. Вупкӑн, верх. чув Вопкӑн; «вуп, воп» — «напускать порчу, приносить несчастье») — злой дух в чувашской мифологии.
Южные чуваши считали, что вупкан является причиной многих страшных болезней, в том числе эпидемий и психических заболеваний. Вупкан нападает на человека в виде ветра и наводит порчу на его ум. Сам вупкан остаётся невидимым. Против такой порчи юмась лечит больного наговором вупкана (вупкăн челхи).
Для умиротворения вупкана приносили в жертву трёх черных баранов. Первый баран предназначался самому вупкану (вупкан турри), второй — отцу вупкана («вупкăн ашшĕ»), третий — матери вупкана («вупкан амăшĕ»).
По В. К. Магницкому, северные чуваши раньше представляли вупкана в виде собаки и также видели в нём причину губительных для человека и животных эпидемий.
Если в доме поселяется вупкан, то хозяйство приходит в упадок, начинается бедность. Сколько бы ни стараться выйти из бедности, ничего не получится. Избавиться от вупкана можно только с помощью хитрости.
Иногда слово «вупкăн» употреблялось для обозначения пропасти или водоворота.